# Да здравствует Вилья!
«Вива, Вилья!» (англ. Viva Villa!) — американский вестерн 1934 года, режиссёра Джека Конуэя.

## Сюжет
Фильм о жизни Панчо Вильи, который в молодости, отомстив за убийство своего отца, ушёл в горы. Там его в 1910 году разыскал американский репортер Джонни Сайкс, с которым он подружился, и вместе они спустились к подножию, чтобы провидец Франсиско Мадеро предрек Панчо будущее генерала, который возглавит революцию. С тех пор Панчо в сопровождении своего американского друга ведёт борьбу, чтобы свергнуть существующую власть и самому стать во главе Мексики.

## В ролях
- Уоллес Бири — Панчо Вилья
- Лео Каррильо — Сьерра
- Фэй Рэй — Тереза
- Дональд Кук — Дон Фелипе де Кастильо
- Стюарт Эрвин — Джонни Сайкс
- Генри Вольтхолл — Франсиско Мадеро
- Джозеф Шильдкраут — генерал Паскаль
- Кэтрин Демилль — Росита Моралес
- Джордж Э. Стоун — Эмилио Чавито
- Генри Арметта — Альфредо Мендоза

В титрах не указаны
- Гарри Кординг — мажордом
- Найджел Де Брулир — судья

## Награды и номинации
В 1935 году фильм номинировался на премию Американской киноакадемии в четырёх категориях: за «лучший фильм», «лучший помощник режиссёра», «лучший звук» и «лучший адаптированный сценарий», победу одержал в одной номиинации «лучший помощник режиссёра» (Джон Уотерс).